# Référendum constitutionnel marocain de 2011
Un référendum constitutionnel a eu lieu au Maroc le 1er juillet 2011. Il a permis aux électeurs marocains de s'exprimer sur une réforme constitutionnelle visant, selon le roi Mohammed VI, à démocratiser les institutions du pays, et a débouché sur l'adoption d'une nouvelle constitution. 
Ce scrutin a fait suite à plusieurs manifestations ayant eu lieu dans le pays depuis février 2011. Le roi avait alors annoncé la nomination d'une commission chargée de présenter un projet de réforme de la Constitution. À la suite de l'approbation de la réforme, des élections législatives anticipées ont été organisées, la date du 7 octobre 2011 ayant été fixée, puis finalement celle du 25 novembre de la même année (au lieu de septembre 2012).

## Contexte

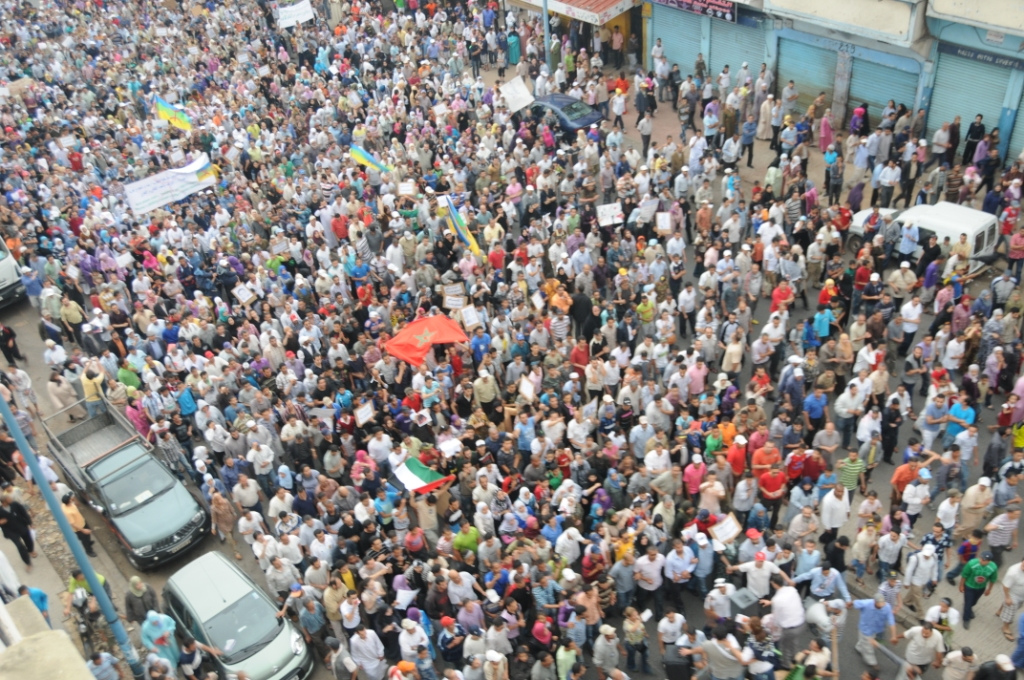
Manifestation à Casablanca le 15 mai.

Au Maroc, le roi Mohammed VI avait promis, lors de son accession au trône en 1999, une série de réformes démocratisant la monarchie. Il avait également entrepris une évolution du statut des femmes et un débat sur les années de plomb. Cependant, le processus de démocratisation du régime est demeuré bloqué selon un groupe de jeunes Marocains appelé « Mouvement du 20 février ». Ceux-ci, encouragés par la vague contestataire du début 2011, lancent sur les réseaux sociaux plusieurs appels à manifester, le premier le 30 janvier. Les appels à manifester, peu suivis[réf. nécessaire], se renouvellent, désignant le 20 février 2011 comme la « Journée de la dignité ».
Dans le sillage des protestations dans les pays arabes, les premières manifestations importantes ont eu lieu le 20 février et ont réuni entre 37 000 personnes, selon la police, et 370 000, selon les organisateurs. Ces derniers demandent la réduction des pouvoirs du roi, plus de démocratie, et critiquent la corruption du régime. Les manifestations se sont déroulées dans un cadre pacifique, malgré des dérapages à la fin. Des manifestations moins importantes ont lieu les jours suivants[réf. souhaitée].
Le 9 mars 2011, le roi Mohammed VI prononce un premier discours et annonce une réforme constitutionnelle ainsi que la formation d'une commission. Celle-ci termine son travail en juin 2011 et le roi prononce un nouveau discours en précisant les réformes. Pour certains, comme le mouvement du 20 février, ces réformes ne sont pas suffisantes et d'autres réclament une nouvelle Constitution.

## Réformes
- Renforcer la séparation des pouvoirs.
- Renforcer l'indépendance de la justice[3].
- Transfert de prérogatives du roi vers le Premier ministre, comme la possibilité de dissoudre la chambre basse du Parlement ou la nomination de certains hauts fonctionnaires[4].
- Le Premier ministre est remplacé par un Chef de gouvernement. Le Conseil des ministres, composé du Chef du gouvernement et des ministres, reste présidé par le roi, mais celui-ci peut déléguer au Chef du gouvernement la présidence d'un Conseil des ministres déterminé, au vu de son ordre du jour[5]. Le Chef du gouvernement préside le Conseil de Gouvernement, qui délibère de la politique générale de l’État avant sa présentation en Conseil des ministres[6].
- Abolition de la sacralité du roi.
- Les domaines de compétences du Parlement passent de neuf à plus de trente[7] ; par exemple, l'amnistie devra être votée par le Parlement, ce qui était jusque-là une prérogative du roi.
- L'amazighe devient une langue officielle, mais l'arabe demeure la langue officielle[8].
- Création d'une Cour constitutionnelle qui pourra être saisie par les citoyens[4].
- Création d'un Conseil supérieur de sécurité chargé des stratégies de sécurité et de la gestion des crises[7].
- La nouvelle Constitution mentionne l'« égalité civile et sociale entre l'homme et la femme »[7].

## Campagne
La campagne pour le « oui » a été relayée par les principaux partis et syndicats, et les partisans du « non », exclusivement des partis et syndicats de gauche radicale, ont été absents, préférant le recours au boycott. Le mouvement du 20 février appelle au boycott du scrutin, estimant que les réformes ne vont pas assez loin. Il critique la conservation de certains pouvoirs dans les mains du roi, comme la nomination des gouverneurs de province, le commandement de l'armée, la responsabilité de la sécurité et la nomination des magistrats. Pour les partisans du « oui » il s'agit au contraire d'une réelle avancée démocratique et ils vantent les opportunités offertes par la réforme.
Pour beaucoup d'observateurs, le réel enjeu du scrutin n'est pas la victoire du oui ou du non, mais le taux de participation. En effet, beaucoup d'opposants au texte préfèrent l'abstention au vote « non ».

## Résultats
| Choix                     | Votes      | %     |
| ------------------------- | ---------- | ----- |
| Pour                      | 9 909 356  | 98,47 |
| Contre                    | 154 067    | 1,53  |
|                           |            |       |
| Votes valides             | 10 063 423 | 99,10 |
| Votes blancs et invalides | 91 243     | 0,90  |
| Total                     | 10 154 666 | 100   |
| Abstention                | 3 294 829  | 26,50 |
| Inscrits/Participation    | 13 449 495 | 73,50 |

## Analyse
Dans des résultats partiels communiqués le 2 juillet 2011, les bulletins venant de 94 % des bureaux de vote montrent un « oui » qui atteint 98,5 % des votants. Le taux de participation est de 73 %, très largement au-dessus des scrutins tenus précédemment (37 % aux législatives de 2007, 51 % aux communales de 2009).
Le résultat final annoncé par le ministre de l'intérieur Taib Cherkaoui le 17 juillet 2011 confirme celui partiel annoncé auparavant avec un taux participation de 75,50 %.